# Wolfgang F. Rothe

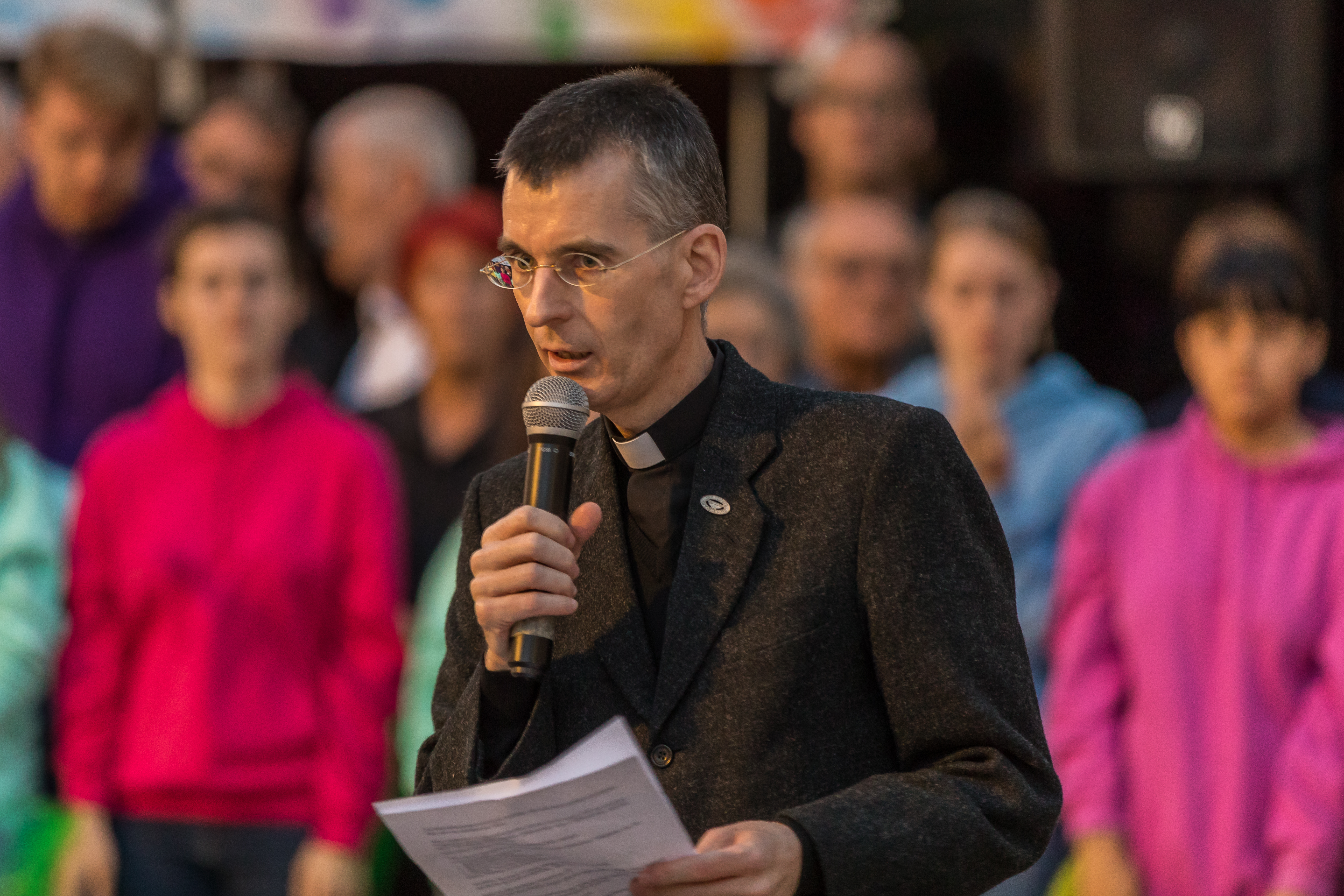
Wolfgang F. Rothe spricht nach dem „Segnungsgottesdienst für alle sich liebenden Paare“ auf dem Bahnhofsvorplatz Köln, 2023

Wolfgang F. Rothe (* 16. Juli 1967 in Marburg) ist ein deutscher römisch-katholischer Priester, Theologe und Kirchenrechtler. In den letzten Jahren ist er für seine Kritik an der kirchlichen Hierarchie und Morallehre sowie für Veranstaltungen und Publikationen zur Spiritualität des Whiskys bekannt geworden.

## Leben

### Jugend
Rothe stammt aus der Pfarrei St. Heribert in Hallenberg und wuchs im benachbarten Bromskirchen auf, wo er auch die Grundschule besuchte. Den Besuch des Gymnasiums Edertalschule in Frankenberg (Eder) schloss er 1987 mit dem Abitur ab.

### Theologe und Priester
Das Studium der katholischen Theologie an der Julius-Maximilians-Universität in Würzburg und an der Katholischen Universität Eichstätt schloss er 1993 mit dem Diplom und 1994 mit dem Lizenziat ab. Betreuer der kirchenrechtlichen Lizentiatsarbeit war Peter Krämer. Bis 1994 war Rothe eigenen Angaben zufolge vier Jahre lang in der umstrittenen konservativen Katholischen Pfadfinderschaft Europas (von der er sich 2023 distanzierte) aktiv. Der KPE zufolge soll er (ohne Datierung) auch Kurat gewesen sein.
Er wurde 1995 für die Diözese St. Pölten zum Diakon und 1996 zum Priester geweiht. Im Anschluss daran war er bis 1999 als Kaplan in Weitra tätig.
Danach studierte er kanonisches Recht an der Päpstlichen Universität Santa Croce, die unter Leitung der Personalprälatur Opus Dei steht, wo er 2002 zum Doktor des kanonischen Rechts promovierte. Relator (Doktorvater) war der damalige Privatsekretär von Joseph Ratzinger, Georg Gänswein.
Seit 2002 war er Sekretär und Referent für kirchenrechtliche Fragen des Bischofs von St. Pölten, Kurt Krenn, sowie Lehrbeauftragter für kanonisches Recht an der Philosophisch-Theologischen Hochschule St. Pölten, ab 2003 zusätzlich Subregens am dortigen Priesterseminar.
Im Juli 2004 legte er das Amt des Subregens nieder, nachdem ihm vorgeworfen worden war, Homosexualität im Priesterseminar geduldet zu haben; die Verbreitung eines Foto, das ihn scheinbar selbst bei homosexuellen Handlungen zeigte, wurde später gerichtlich untersagt; schon 2003 waren auf einem allgemein zugänglichen Computer im Priesterseminar Kinderpornos heruntergeladen worden; Rothe erstattete daraufhin zusammen mit dem Regens Anzeige, woraufhin der Täter, ein Seminarist, von der Polizei ermittelt und verurteilt wurde. Die von Krenns Nachfolger, Bischof Klaus Küng, infolge dessen getroffenen und vom Vatikan 2008 bestätigten Maßnahmen basieren auf weder zivilrechtlich noch kirchenrechtlich zu sanktionierenden Sachverhalten, sondern auf einer im Sinn der katholischen Kirche moralischen Bewertung seines Verhaltens. Diese Tatsachen seien dergestalt, dass „weder die staatlichen noch kirchlichen Untersuchungen ein Verhalten von Herrn Dr. Rothe an den Tag brachten, das zu ahnden wäre“; Rothe ließ sich daraufhin in der Erzdiözese München und Freising nieder, blieb aber Priester des Bistums St. Pölten.
In den 2010er Jahren outete er sich als schwul.
2013 wurde Rothe zum Doktor der Theologie an der Ludwig-Maximilians-Universität in München promoviert; Erstgutachter (Doktorvater) war Stephan Haering.
Im Juli 2022 beteiligte er sich als erster katholischer Priester, der dabei durch seine Kleidung offen als Priester erkennbar war, am Münchner CSD. Ebenfalls als erster katholischer Priester hielt er im Juni 2024 eine Ansprache auf der CSD-Hauptbühne auf dem Münchner Marienplatz.
Bis zum 31. Juli 2024 war er als Pfarrvikar im Pfarrverband (München-)Perlach tätig; obwohl sich die Gemeinde „für einen Verbleib von Wolfgang Rothe starkgemacht“ hätte, unter anderem „durch Bittschreiben, eine Petition und sogar Mahnwachen vor dem erzbischöflichen Palais“, wurde er mit Wirkung vom 1. August 2024 aus dem Pfarrverband Perlach abberufen zur Seelsorgemithilfe in insgesamt elf Seelsorgeeinheiten des Dekanats München-Nordwest sowie beim Katholischen Bestattungsdienst München ernannt.
Am 10. November 2024 wurde Rothe zusammen mit 16 anderen Seelsorgern und Seelsorgerinnen offiziell als „Queerseelsorger“ des Erzbistums München und Freising vorgestellt.
Im Dezember 2024 wurde Rothe vom Vorsitzenden der Deutschen Bischofskonferenz, Bischof Georg Bätzing, zusammen mit vier weiteren neuen Mitgliedern in den Betroffenenbeirat bei der Deutschen Bischofskonferenz berufen. Vorausgegangen war ein Auswahlverfahren durch eine unabhängige Auswahlkommission.

### „Whisky-Vikar“
Rothe gilt als Experte für schottischen Whisky und ist bekannt dafür, dieses Wissen in Vorträgen und Publikationen sowie in Rundfunk und Fernsehen mit spirituellen Themen zu verknüpfen.
Seit 2015 organisiert er in Zusammenarbeit mit dem Bayerischen Pilgerbüro so genannte Whisky-Wallfahrten nach Schottland; dabei werden Orte angesteuert, die sowohl für die iro-schottische Whiskykultur als auch für das iro-schottische Christentum von Bedeutung sind.
Ebenfalls einmal jährlich veranstaltet er seit 2016 in München einen Gottesdienst, der mit Dudelsack und Orgel musikalisch gestaltet wird; daran nehmen regelmäßig mehrere Hundert Menschen teil.
Er gehört zum Autorenteam des größten deutschsprachigen Fachmagazins für Whisky, Der Whisky-Botschafter; darin hat er eine eigene Rubrik mit dem Titel „Spurensuche“, außerdem schreibt er regelmäßig in den Rubriken „Mystery Distillery Check“ und „Taste Notes“.
Die Whisky-Wallfahrt 2022 wurde von einem Filmteam der Deutschen Welle begleitet. Die dabei entstandene 26-minütige Dokumentation gibt es in deutscher, englischer, spanischer und arabischer Sprache.

### Mutmaßliches Missbrauchsopfer
Wegen eines nach seiner Darstellung 2004 versuchten sexuellen Übergriffs gegen seine Person erstattete Rothe im Jahr 2019 Anzeige gegen Bischof Klaus Küng, der vor seiner Bischofsernennung ein ranghoher Opus-Dei-Funktionär war. Küng, der auch Mediziner ist, habe ihm vorher zwangsweise ein Psychopharmakum aus der Gruppe der Benzodiazepine verabreicht. Eine Erklärung der Diözese bestätigte, dass Küng Rothe im Zusammenhang eines Schwächeanfalls ein Beruhigungsmittel „angeboten“  und verabreicht habe. Die Vorwürfe des sexuellen Missbrauchs wies Küng hingegen entschieden zurück und erklärte hierzu, er behalte sich rechtliche Schritte gegen wahrheitswidrige Behauptungen vor.
Anfang 2021 berichtete die Süddeutsche Zeitung, dass es „in Sachen Rothe/Küng keine transparente kirchliche Ermittlung gegeben“ habe. Stattdessen habe der Nachfolger von Küng als Bischof von St. Pölten, Alois Schwarz, von Rothe verlangt, die Vorwürfe „ab sofort nicht weiterhin in der Öffentlichkeit aufrecht zu erhalten oder zu verbreiten“. Andernfalls müsse er mit kirchenrechtlichen Strafen bis hin zur Suspension rechnen. Das Bistum St. Pölten verweigerte zu dieser Drohung gegenüber der Süddeutschen Zeitung jede Stellungnahme.
Gegenüber der Süddeutschen Zeitung berichtete Rothe, dass er sich 2005 nach „Vorwürfen“ zu seinem Verhalten als früherer Subregens im Auftrag von Küng einem forensisch-psychiatrischen „Schwulentest“ unterziehen musste. Beauftragter Gutachter war Norbert Leygraf. Konkret sollte das Gutachten zu der Frage Stellung nehmen, ob bei dem betreffenden Geistlichen „eine homosexuelle Neigung vorliegt, die eine Einschränkung seiner Einsatzmöglichkeiten als angeraten, angebracht oder unbedingt empfohlen erscheinen lässt“. Die Einsatzmöglichkeiten beziehen sich dabei ausdrücklich „auch auf die seelsorgerische Tätigkeit mit Jugendlichen und jungen Erwachsenen“. Der Forensiker Harald Dreßing, einer der Autoren der MHG-Studie, bewertete die Fragestellung des Gutachtens laut Süddeutscher Zeitung als „ungeheuerlich“ und „eindeutig diskriminierend“. Zu dem Gutachten selbst hat Dreßing keine Stellung genommen, da ihm dieses nicht vorlag. Auf die Frage, ob er den Auftrag für ein solches Gutachten annehmen würde, antwortete er: „Definitiv nein“. Die Diözese St. Pölten habe die Fragen der Süddeutschen Zeitung zu diesem Sachverhalt unbeantwortet gelassen.
Ebenfalls Anfang 2021 äußerte Rothe gegenüber katholisch.de, Küng hätte ihn außerdem zu einem mehrmonatigen Aufenthalt in einem Kloster verpflichtet („Klosterhaft“). Weiterhin hätte Küng vergeblich versucht, Rothe zum freiwilligen Ausscheiden aus dem Priesteramt zu drängen, ihn laisieren zu lassen oder nach Rumänien abzuschieben.
Im autobiografischen Werk Missbrauchte Kirche verzichtet Rothe unter Hinweis auf die kirchlichen Strafandrohungen zwar darauf, den Vorwurf eines versuchten sexuellen Übergriffs erneut explizit zu erheben, er setzt aber voraus, dass dies der informierten Öffentlichkeit bekannt ist. Außerdem berichtet Rothe von einem weiteren Übergriff Küngs und erneuerte den Vorwurf eines von Küng verlangten forensisch-psychiatrischen „Schwulentests“ sowie einer ebenfalls von Küng angeordneten „Klosterhaft“.
Weil in dem Buch Missbrauchte Kirche auf die angebliche Homosexualität Bischof Küngs angespielt wird, verklagte dieser den Droemer Verlag, in dem das Buch erschienen ist, vor dem Landesgericht für Strafsachen Wien und verlangte eine Entschädigung sowie die „Veröffentlichung einer kurzen Mitteilung über die Einleitung des Verfahrens“. Letzteres wurde vom Gericht mit der Begründung zurückgewiesen, dass „nicht davon auszugehen (sei), dass die Anspruchsvoraussetzungen für die Zuerkennung einer Entschädigung  bestehen“. Bischof Küng legte daraufhin Beschwerde beim Oberlandesgericht Wien ein. Darin ergänzte er den ursprünglichen Streitgegenstand in Form einer so genannten „Neuerung“ dahingehend, dass er nun auch bestritt, Rothe „als Ausfluss meiner homosexuellen Neigungen sexuell missbraucht“ zu haben. Ende 2021 erklärte das Oberlandesgericht Wien diese Neuerung für grundsätzlich zulässig, wies die Beschwerde aber dennoch vollinhaltlich zurück. Rothes Buch, so das Gericht, befasse sich „just mit dem Handeln der kirchlichen Organe und deren Dogmen im Zusammenhang mit der Sexualmoral und dem Thema des sexuellen Missbrauchs bzw. des oftmals mit diesen Verhaltensweisen einhergehenden Missbrauchs von Macht- und Autoritätsverhältnissen“. Daher sei die „ohnehin nur am Rande und vor allem im Zusammenhang mit einem angezeigten Sexualverbrechen erwähnte“ Information, dass Küng selbst homosexuell sein soll, im Rahmen der vom Autor angestrebten Debatte von öffentlichem Interesse. Bischof Küng zog daraufhin seine Klage zurück, woraufhin das Verfahren eingestellt und der Beschluss rechtskräftig wurde.

### Strafanzeigen gegen römisch-katholische Geistliche
2021 verhängte das Amtsgericht Köln nach einer Anzeige Rothes Strafbefehle wegen Volksverhetzung gegen den polnischen Priester und Autor Dariusz Oko und den verantwortlichen leitenden Redakteur der Zeitschrift Theologisches, den Opus-Dei-Priester Johannes Stöhr. Oko hatte in zwei Beiträgen in der Zeitschrift homosexuelle Priester unter anderem als „Parasiten“, „Krebsgeschwür“ und „Plage“ verunglimpft. Beide Priester legten Einspruch gegen die Strafbefehle ein, sodass diese nicht rechtskräftig wurden und eine Hauptverhandlung stattfinden musste.
Rothe erhielt nach Bekanntwerden seiner Anzeige nach eigenen Angaben eine Vielzahl von Hassmails. Er begrüßte die Strafbefehle und wertete sie als Zeichen dafür, dass Deutschland eine funktionierende Justiz habe – es dürfe für Hass und Hetze kein Refugium geben. Er wies zudem darauf hin, dass er viel positiven Zuspruch aus Polen erhalte – gerade weil die Anzeige gegen Oko von einem katholischen Priester gekommen sei. Nationalkonservative und konservativ-katholische Kreise in Polen, denen Oko nahesteht, reagierten dagegen mit großer Empörung und erhoben Vorwürfe gegen die deutsche Justiz. Auch der deutsche Kardinal Gerhard Ludwig Müller meldete sich in dem Warschauer Magazin Do Rzeczy zu Wort und verglich die Entscheidung des Kölner Amtsgerichts mit dem verbrecherischen Regime des NS-Juristen Hans Frank im besetzten Polen im Zweiten Weltkrieg, als polnische Professoren und Intellektuelle verfolgt und ermordet wurden. Der Herausgeber der Zeitschrift Theologisches, Manfred Hauke, der als Dogmatiker in der Schweiz lehrt, verteidigte Okos Beiträge ebenfalls wiederholt und bezeichnete Rothe als „Denunzianten“ und seine Kritik als Diffamierung und Verleumdung. Rothe nannte die Äußerungen Müllers „ungeheuerlich“ und Haukes Angriffe, die auch auf die persönliche Vergangenheit Rothes im St.-Pöltener Seminar anspielten, „einfach nur schäbig“. Der Theologe Hermann Häring hatte Rothes juristisches Vorgehen gegen den „wütenden Kampfartikel gegen homosexuelle Kleriker“ hingegen als angemessen verteidigt und seinen Kollegen Hauke für die Veröffentlichung solcher „unsäglichen Pauschalurteile“ kritisiert. Auch das Kompetenzzentrum Demokratie und Menschenwürde der Katholischen Kirche Bayern verurteilte die Angriffe gegen Rothe.
Anfang Dezember 2021 wurde bekannt, dass die Staatsanwaltschaft Köln die von Rothe gegen Hauke angeregten Ermittlungen wegen des Verdachts der Volksverhetzung abgelehnt hat. Es sei nicht zu belegen, dass Hauke das Recht homosexueller Priester bestreite, als gleichwertige Persönlichkeiten in der staatlichen Gemeinschaft zu leben. Haukes Aussagen wurden jedoch als „heftige Schmähung und einen Angriff auf individuelle Persönlichkeitsrechte“ gewertet.
Am 20. Mai 2022 fand vor dem Amtsgericht in Köln die Hauptverhandlung gegen Oko und Stöhr statt. Nachdem die beiden Angeklagten ihre Äußerungen bedauert, bei denen, die sich dadurch verletzt gefühlt haben könnten, um Entschuldigung gebeten und zudem beteuert hatten, solche Äußerungen nicht mehr zu tätigen, stellte das Gericht das Verfahren gegen Geldauflage in Höhe von 3150 € (im Fall von Oko) und 4000 € (im Fall von Stöhr) ein. Rothe, der an der Verhandlung teilgenommen hatte, wurde danach von einigen der anwesenden Anhänger Okos beschimpft.
2022 erstatteten Rothe sowie die Priester Burkhard Hose und Bernd Mönkebüscher Strafanzeigen gegen den Kölner Erzbischof Rainer Maria Woelki. Am 9. November 2022 leitete die Staatsanwaltschaft Köln nach vorheriger Abweisung der Anzeigen ein Ermittlungsverfahren gegen Woelki wegen des Verdachts einer falschen eidesstattlichen Versicherung ein, nachdem eine ehemalige Mitarbeiterin der Personalabteilung des Erzbistums Köln ihn schwer belastet hatte. Im Zuge dieses Ermittlungsverfahrens kam es am 27. Juni 2023 im Auftrag der Kölner Staatsanwaltschaft zu einer Durchsuchung in verschiedenen Objekten des Erzbistums Köln, bei der Akten und Datenträger, unter anderem das Handy und der Laptop von Kardinal Woelki, beschlagnahmt wurden; die Durchsuchung erfolgte ausdrücklich aufgrund der „Vorwürfe, die der Münchner Wolfgang Rothe schon im September (2022) angezeigt hatte“.
Im Mai 2025 gab die Staatsanwaltschaft Köln bekannt, dass Kardinal Woelki tatsächlich in zwei Fällen unter Eid die Unwahrheit gesagt hat. Dennoch verzichtete die Staatsanwaltschaft darauf, Anklage zu erheben, da Woelki bislang noch nicht strafrechtlich in Erscheinung getreten wäre und seine Falschaussagen lediglich fahrlässig getätigt hätte. Aufgrund dieser Fahrlässigkeit hätte Woelki allerdings die ihm obliegenden Sorgfaltspflicht „pflichtwidrig verletzt“. Die Woelki auferlegte Geldzahlung in Höhe von 26.000 € bemesse sich an der bei einem gerichtlichen Verfahren mit hoher Wahrscheinlichkeit zu erwartenden Strafe. Das Erzbistum Köln ließ daraufhin in einer Pressemitteilung verlauten, Kardinal Woelki sei „unschuldig und hat nicht gelogen“, eine Darstellung, die von der Staatsanwaltschaft Köln umgehend zurückgewiesen wurde.
Ebenfalls im Mai 2025 richtete Rothe zusammen mit Maria Mesrian, Thomas Schüller und anderen Theologen eine Anzeige an Papst Leo XIV., in der auf die von der Staatsanwaltschaft Köln festgestellten Verstöße von Kardinal Woelki gegen die ihm obliegenden Sorgfaltspflichten im Zusammenhang mit Fällen sexuellen Missbrauchs durch katholische Kleriker hingewiesen wurde. Eine wortgleiche Online-Petition wurde innerhalb kurzer Zeit von über 60.000 Personen unterschrieben.
2023 half Rothe dem mutmaßlichen Missbrauchsopfer Josef Henfling, Strafanzeigen gegen vier katholische Geistliche zu erstatten, darunter ein Mitglied der Diener Jesu und Mariens (SJM). Im November bestätigte die Staatsanwaltschaft St. Gallen den Erhalt einer Strafanzeige wegen mutmaßlicher sexueller Belästigung durch Bischof Walter Mixa in Gossau in der Schweiz. Mixa gab an, sich an keinen derartigen Vorfall zu erinnern, und bestritt die strafrechtliche Relevanz der ihm vorgeworfenen Tat.

### Strafanzeige gegen die AfD
Im Juni 2023 erstattete Rothe ebenfalls Strafanzeige gegen die AfD Bayern, nachdem diese mit Plakaten zu einer Protestkundgebung gegen eine Buchlesung für Kinder durch Drag-Künstler in der Stadtbibliothek München aufgerufen hatte. Auf den Plakaten war eine queere Person bzw. eine Dragqueen zu sehen, die sich einem männlichen Kind in offenkundig übergriffiger Weise von hinten näherte. Rothe begründete seine Anzeige damit, dass durch die Plakate queere Menschen bzw. Dragqueens pauschal als Missbrauchstäter und damit als Straftäter verunglimpft würden; dadurch sei der Straftatbestand der Volksverhetzung erfüllt. Bei einer Solidaritätsdemo vor der Münchner Stadtbibliothek am 13. Juni trat Rothe als Redner auf.

## Theologische Positionen und Aktivitäten im Rahmen kirchlicher Reformbewegungen
Rothes theologische Ausrichtung zu Beginn seiner Laufbahn beschreibt die Süddeutsche Zeitung als „konservativ“. In den 2010er- und 2020er-Jahren positionierte er sich neu durch Kritik an der kirchlichen Ablehnung der gleichgeschlechtlichen Ehe, an einer „Überhöhung und Überfrachtung des Zölibats“ sowie am Ausschluss von Frauen und Homosexuellen vom Priesteramt.
Ein Interview mit dem homosexuellen Influencer Nico Abrell über Homosexualität und Kirche, in dem sich Rothe unter anderem für die Segnung homosexueller Paare aussprach, wurde binnen weniger Tage mehr als 200.000 Mal aufgerufen.
Rothe gehört zu den Aktivisten der Initiative „#liebegewinnt“, in deren Rahmen am 9. und 10. Mai 2021 in über 100 deutschlandweit gefeierten Gottesdiensten katholische Geistliche homosexuelle Paare segneten, obwohl die Kongregation für die Glaubenslehre kurz zuvor in einem Responsum erklärt hatte, die Kirche verfüge nicht „über die Vollmacht, Verbindungen von Personen gleichen Geschlechts“ zu segnen. Die Aktion hatte ein weltweites Medienecho zur Folge.
Nachdem das Dikasterium für die Glaubenslehre im Dezember 2023 durch die Erklärung „Fiducia supplicans“ eine differenzierte Sicht von Segnungshandlungen eröffnet hatte, bezeichnete die Süddeutsche Zeitung Rothe als „Pionier für die Rechte von queeren Menschen innerhalb der katholischen Kirche“.
Rothe befürwortete eigenen Angaben zufolge die Aktion „#outinchurch“, in deren Rahmen sich am 24. Januar 2022 über 100 Mitarbeiterinnen und Mitarbeiter der katholischen Kirche als queer outeten, und bezeichnete sie als „Meilenstein“; er selbst beteiligte sich allerdings nicht daran, weil er „schon länger kein Geheimnis um [seine] sexuelle Identität mache“ und sich auch „schon länger gegen die Diskriminierung queerer Menschen engagiere“.
In einem Radio-Portrait der BBC mit dem Titel „Germany’s turbulent priest“ wurde Rothe als eine der bekanntesten Persönlichkeiten innerhalb der kirchlichen Reformbewegung charakterisiert.
Rothe erreichte, dass einem schwulen Paar aus der Ukraine Kirchenasyl gewährt wurde.

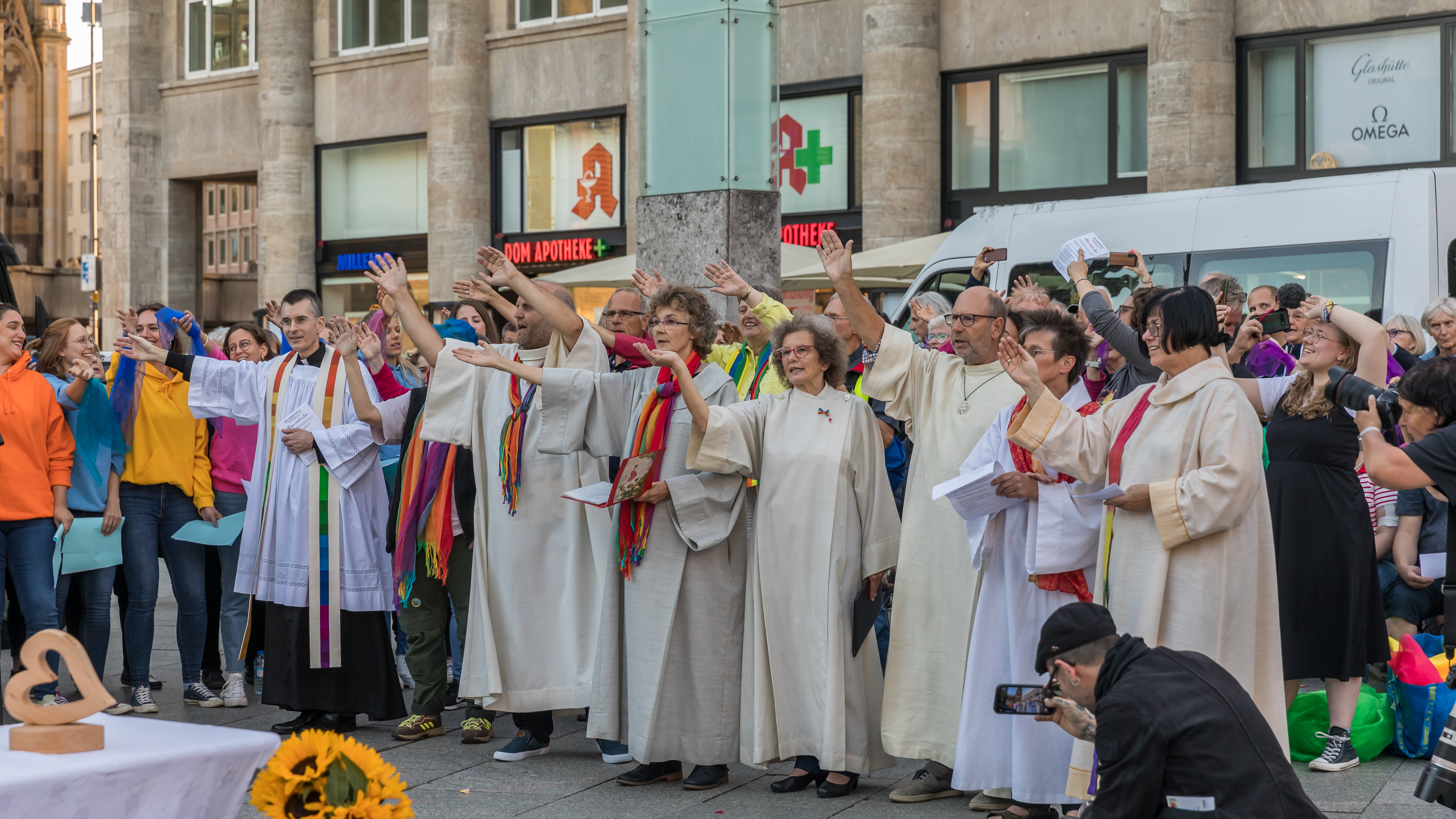
Wolfgang F. Rothe (links) zusammen mit weiteren Priestern sowie Gemeindereferentinnen und -referenten auf dem „Segnungsgottesdienst für alle sich liebenden Paare“ in Köln, 2023

Nachdem ein Pfarrer, der queere Paare gesegnet hatte, durch den Kölner Erzbischof Rainer Maria Woelki förmlich abgemahnt worden war, schlug Rothe auf Facebook vor, in Reaktion darauf einen öffentlichen Segnungsgottesdienst u. a. für queere Paare direkt vor dem Kölner Dom zu feiern, und zwar am 20. September 2023, dem Jahrestag der Amtseinführung Woelkis. Der Vorschlag fand ein regionales mediales Interesse. Es nahmen ca. 500 Menschen an der Segnung vor dem Dom teil.

## Auszeichnungen und Ehrungen
- Rothe ist Ehrenmitglied („Supporter“) der „Sharing Angels“, des größten deutschen Whisky-Clubs für Frauen.[91]
- Der schottische Folkmusiker und Songwriter Robin Laing widmete Rothe einen Song auf seinem 2020 veröffentlichten Album „Holding Gold“; der Song trägt den Titel „Thank You Whisky Vicar“.[92]
- Im April 2022 wurde ihm aufgrund seiner Verdienste um die schottische Whisky-Kultur der Ehrentitel Keeper of the Quaich verliehen, nach Angaben seines Verlages als erstem katholischen Priester überhaupt.[93][94]

## Buchveröffentlichungen
- Lasset uns beten – 120 Fürbittformulare für alle Tage des Kirchenjahres. Verlag Josef Kral, Abensberg 2000; 2. Auflage: Dominus-Verlag, Augsburg 2010, ISBN 978-3-940879-07-3.
- Ad plenam Communionem – Zur ekklesiologischen und verfassungsrechtlichen Positionsbestimmung des Ökumenismus. Peter Lang, Frankfurt am Main 2003, ISBN 3-631-50605-8. (Zugleich: Rom, Päpstliche Universität vom Heiligen Kreuz, Dissertation 2002)
- Die Statuten der Kollegiatkapitel im deutschen Sprachraum – Rechtslage und Rechtspraxis. Peter Lang, Frankfurt am Main 2007, ISBN 978-3-631-55943-7.
- Pastoral ohne Pastor? – Ein kirchenrechtliches Plädoyer wider die Destruktion von Pfarrseelsorge, Pfarrer und Pfarrei. Franz Schmitt, Siegburg 2008, ISBN 978-3-87710-288-6.
- Liturgische Versöhnung – Ein kirchenrechtlicher Kommentar zum Motu proprio „Summorum Pontificum“ für Studium und Praxis. Dominus-Verlag, Augsburg 2009, ISBN 978-3-940879-06-6.
- Die außerliturgische Klerikerkleidung nach can. 284 CIC – Eine rechtsgeschichtliche, rechtssystematische und rechtskritische Untersuchung. Editions Sankt Ottilien, Sankt Ottilien 2014, ISBN 978-3-8306-7647-8.
- Wasser des Lebens – Einführung in die Spiritualität des Whiskys. 3. Auflage 2018, Editions Sankt Ottilien, Sankt Ottilien 2016, ISBN 978-3-8306-7766-6.
- Whisky-Wallfahrten – Ein spiritueller Reiseführer durch Schottland. Editions Sankt Ottilien, Sankt Ottilien 2018, ISBN 978-3-8306-7875-5.
- Whisky-Witze. Editions Sankt Ottilien, Sankt Ottilien 2019, ISBN 978-3-8306-7935-6.
- Missbrauchte Kirche – Eine Abrechnung mit der katholischen Sexualmoral und ihren Verfechtern. Droemer Verlag, München 2021, ISBN 978-3-426-27869-7.
- Whisky-Wallfahrten II – Ein weiterer spiritueller Reiseführer durch Schottland. Editions Sankt Ottilien, Sankt Ottilien 2021, ISBN 978-3-8306-8094-9.
- (als Herausgeber:) Gewollt. Geliebt. Gesegnet. Queer-Sein in der katholischen Kirche. Verlag Herder, Freiburg, Basel, Wien 2022, ISBN 978-3-451-38398-4 (englische Übersetzung von Patrick Conlin: Queerness in the Catholic Church. Wanted, Loved, Blessed. Vorwort von John Stowe. Paulist Press, New York / Mahwah 2024, ISBN 978-0-8091-5665-8).